# Igor Holub
Igor Holub (* 14. srpna 1962) je bývalý slovenský fotbalový brankář.

## Fotbalová kariéra
V československé lize hrál za Plastiku Nitra. Nastoupil v 8 ligových utkáních. Ve druhé nejvyšší soutěži hrál za Iskru Matador Bratislava a VTJ Žatec a nastoupil v 53 utkáních.

## Ligová bilance
| Ročník                                      | Zápasy | Góly | Klub                     |
| ------------------------------------------- | ------ | ---- | ------------------------ |
| 1. slovenská národní fotbalová liga 1981/82 | 15     | 0    | Iskra Matador Bratislava |
| 1. slovenská národní fotbalová liga 1982/83 | 14     | 0    | Iskra Matador Bratislava |
| 1. československá fotbalová liga 1982/83    | 8      | 0    | TJ Plastika Nitra        |
| 1. slovenská národní fotbalová liga 1983/84 | 15     | 0    | Iskra Matador Bratislava |
| Česká národní fotbalová liga 1986/87        | 9      | 0    | VTJ Žatec                |
| CELKEM                                      | 8      | 0    |                          |